# Nakahara
Nakahara (jap. 中原区 Nakahara-ku) – jedna z 7 dzielnic Kawasaki, miasta w prefekturze Kanagawa, w Japonii.
Dzielnica została założona 1 kwietnia 1972 roku. Położona jest w środkowej części miasta. Graniczy z dzielnicami Saiwai, Takatsu, Setagaya (Tokio), Ōta (Tokio) i Kōhoku (Jokohama).

## Lokalne atrakcje
- Stadion Todoroki